# فريد بومهداف
فريد بومهداف هو مهندس معماري جزائري من خريجي المدرسة الخاصة للهندسة المعمارية بباريس، هو أحد رواد الهندسة المعمارية بشركة مطارات باريس.

## أعماله
تم اختيار فريد بومهداف ليقوم بتصميم مطار الدوحة الدولي الجديد بقيمة تفوق 15 مليار دولار. 